# Mamahotel
Mamahotel (také mama hotel) je označení pro situaci, kdy plnoletý potomek s vlastními příjmy stále žije s rodiči, nepodílí se však (anebo jen málo) na chodu domácnosti a zároveň se ani nechce plně „postavit na vlastní nohy“. Je to jev rozšířený od konce 90. let 20. století po celém vyspělém světě. S rodiči žijí častěji muži než ženy; např. v Česku žije s rodiči téměř půl milionu lidí ve věku 20–30 let. Za to, že se muž nechce odstěhovat od rodičů, obvykle mohou částečně i sami rodiče. Nejčastějšími důvody, proč se muži nechtějí odstěhovat od rodičů, jsou úspora peněz a péče matky. Ženy se osamostatňují už od 15 let a většina z nich odejde z domu před 24. rokem. Psychologové i přes ekonomickou výhodnost takovému soužití dětí s rodiči nejsou nakloněni, protože mladí se nenaučí samostatnosti, partnerskému soužití a sdílení prostoru a času.
Statistika pro české poměry uvádí, že v roce 1995 bydlelo s rodiči 15,1 % žen a 32,2 % mužů ve věku 25–29 let, v roce 2013 to však už bylo 31,1 % a 47,7 %. Kromě finančních důvodů je příčina také v tom, že se od roku 1995 zvýšil počet vysokoškoláků, pro které je úplně samostatné bydlení finančně obtížnější.